# Eurycorypha aequatorialis
Eurycorypha aequatorialis är en insektsart som beskrevs av Krauss 1890. Eurycorypha aequatorialis ingår i släktet Eurycorypha och familjen vårtbitare. Inga underarter finns listade i Catalogue of Life.